# Edmond de Knibber
Victor Edmond de Knibber (* 23. Januar 1875 in Sint-Joost-ten-Node; † nach 1920) war ein belgischer Bogenschütze.
De Knibber nahm an den Olympischen Spielen 1920 in Antwerpen teil und gewann mit der Mannschaft eine Silbermedaille im Wettbewerb Bewegliches Vogelziel, 28 Meter sowie zwei Goldmedaillen in den längeren Distanzen, 33 und 50 Meter.